# Нонавиль
Нонави́ль (фр. Nonaville) — коммуна во Франции, находится в регионе Пуату — Шаранта. Департамент — Шаранта. Входит в состав кантона Шатонёф-сюр-Шарант. Округ коммуны — Коньяк.
Код INSEE коммуны — 16247.

## География
Коммуна расположена приблизительно в 420 км к юго-западу от Парижа, в 125 км южнее Пуатье, в 24 км к юго-западу от Ангулема.
Вдоль южной границы коммуны протекает река Не, приток реки Шаранта.

## Население
Население коммуны на 2008 год составляло 195 человек.
| 1962 | 1968 | 1975 | 1982 | 1990 | 1999 | 2008 |
| ---- | ---- | ---- | ---- | ---- | ---- | ---- |
| 268  | 238  | 192  | 177  | 163  | 149  | 195  |

## Экономика
В 2007 году среди 118 человек в трудоспособном возрасте (15—64 лет) 95 были экономически активными, 23 — неактивными (показатель активности — 80,5 %, в 1999 году было 66,7 %). Из 95 активных работали 89 человек (46 мужчин и 43 женщины), безработных было 6 (3 мужчины и 3 женщины). Среди 23 неактивных 10 человек были учениками или студентами, 6 — пенсионерами, 7 были неактивными по другим причинам.

## Достопримечательности
- Приходская церковь Сен-Сатюрнен (XIII век). В 1787 году слева от церкви была построена часовня
  - Бронзовый колокол (1657 год). Исторический памятник с 1944 года[3]

## Фотогалерея

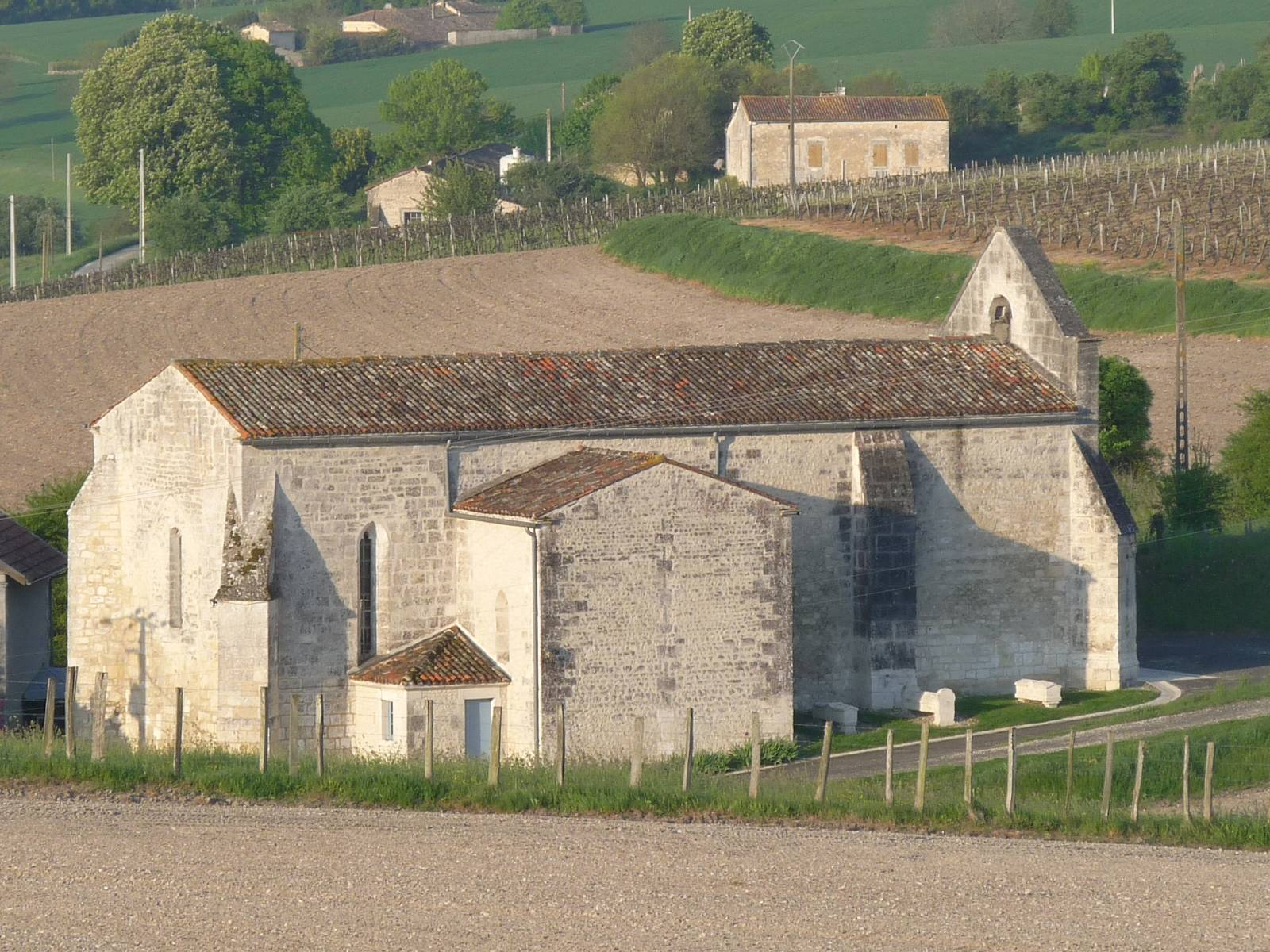
Церковь Сен-Сатюрнен
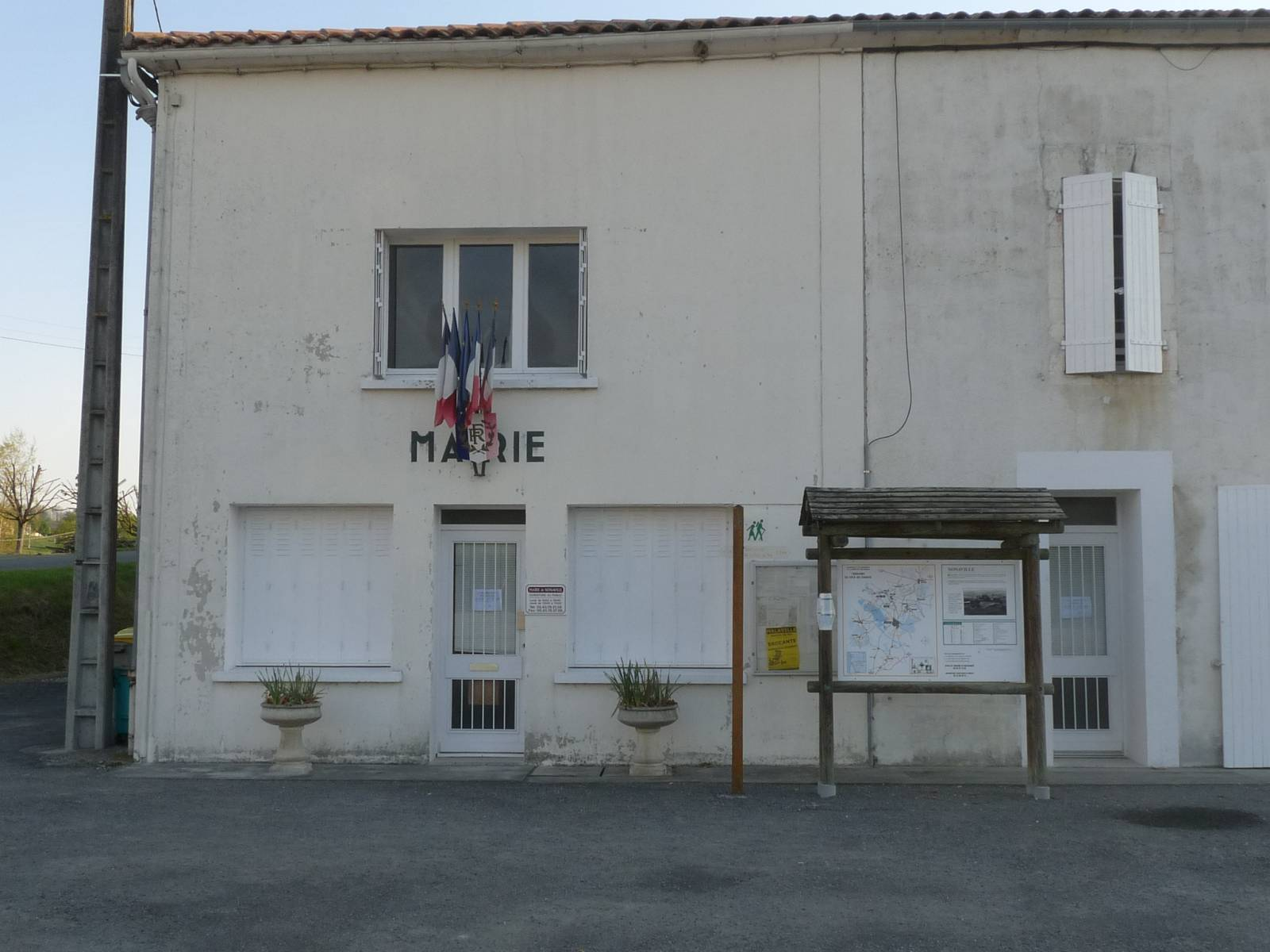
Мэрия
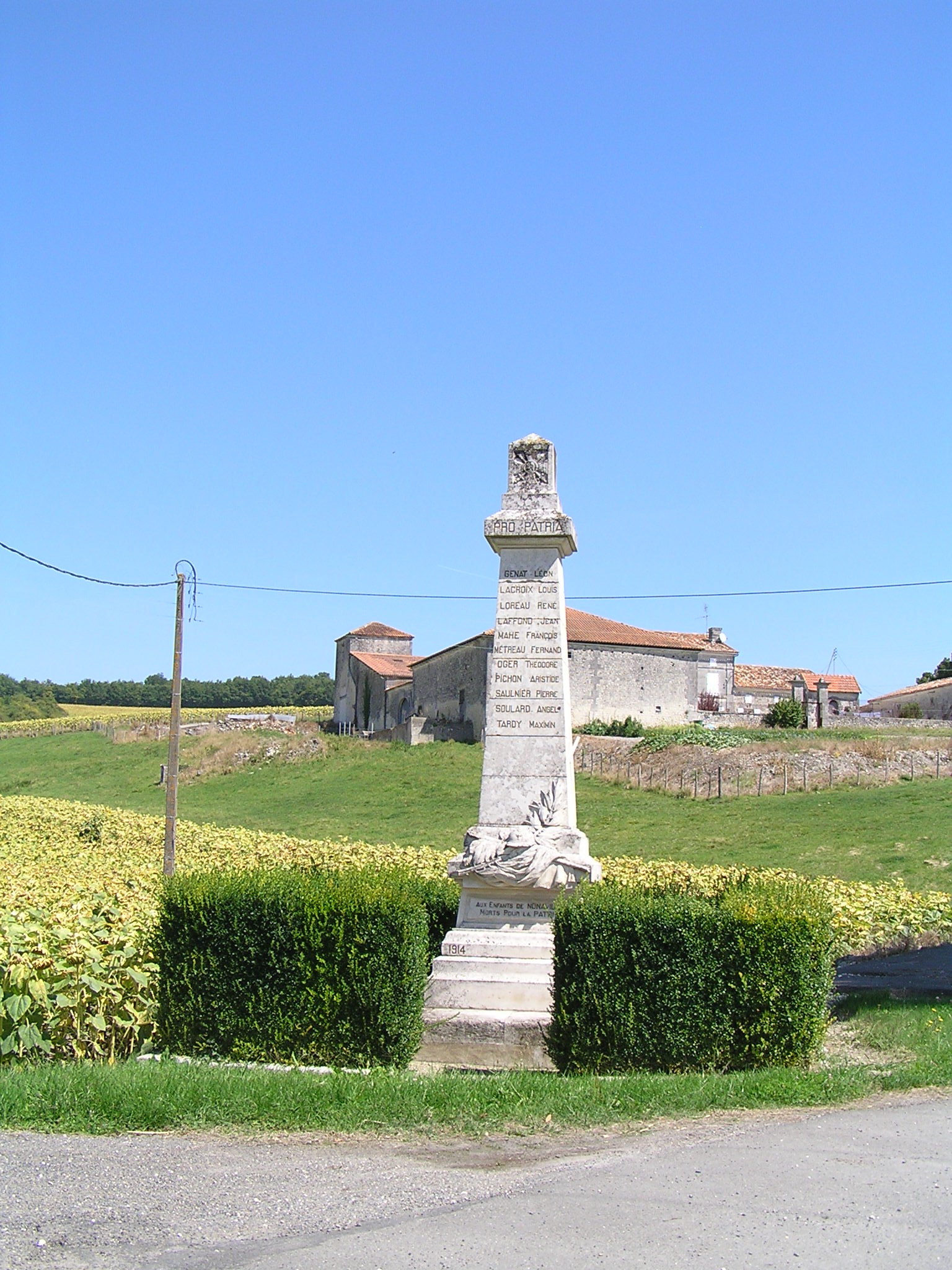
Военный мемориал